# 最后的王爷
《最后的王爷》，中国大陆2008年出品的30集清装剧。于2006年拍摄，北京卫视于2008年首播。
本剧讲述清末王爷寿元从辛亥革命前到中华人民共和国成立后一生的经历。由著名演员冯远征、徐帆主演。寿元虽然是虚构的电视人物，但他的经历与清末宗室载涛很相似。也有部分故事内容和良弼人物有相似之处。

## 主创人员
- 导演：韩刚
- 编剧：杨晓雄

## 演员名单
- 雷恪生飾福王爺
- 冯远征飾寿元
- 徐　帆飾寿福晋
- 逯長恩飾徐　二
- 齐　欢飾银 杏
- 梁丹妮飾六夫人
- 高冬平飾英 海
- 李忠林飾奎 九
- 黃河飾吉野三郎
- 熊乃瑾飾花 子
- 周晶晶飾壽紅霞（成人）
- 谢金天飾万太太
- 荆明华飾万年青
- 楊威飾于子龍
- 徐豐年飾彭醒獅
- 徐福來飾趙巡官

## 剧情梗概
讲述末代王爷的故事。
时间跨度从清末到中华人民共和国成立后。

## 電視劇歌曲
| 曲序 | 曲目               |        | 作曲   | 演唱者 |
| ---- | ------------------ | ------ | ------ | ------ |
| 1.   | 《说命》（主題曲） | 宋小明 | 常馨内 | 刘臣   |